# Sankční balíčky EU vůči Rusku
Tento článek uvádí sankční balíčky EU vůči Rusku v reakci na ruskou vojenskou agresi vůči Ukrajině, v souvislosti s porušováním lidských práv a kvůli ruským hybridním hrozbám.
Rozhodnutí a nařízení EU společně zavádějí restriktivní opatření Evropské unie (EU), jako jsou zákazy cestování, zmrazení majetku a omezení obchodu. Jejich seznam uvádí EUR-Lex., aktuálnost informací lze ověřit i prostřednictvím sankční mapy EU.
Sankce byly přijaty v těchto oblastech:
- Obrana
- Finance
- Doprava
- Energetika
- Individuální sankce

## Časová osa – sankční balíčky
Přehled sankcí v časové ose, které EU přijala v reakci na válečnou agresi Ruska vůči Ukrajině, porušování lidských práv, hybridní hrozby a protiprávní anexi Krymu a Doněcké, Luhanské, Záporožské a Chersonské oblasti Ukrajiny.
17. března 2014
Zavedení prvního souboru omezujících opatření vůči 21 ruským a ukrajinským činitelům
23. února 2022
První balíček sankcí (sankce vůči 351 členům ruské Státní dumy a dalším 27 osobám, omezení přístupu Ruska ke kapitálovým a finančním trhům v EU)
25. února 2022
Druhý soubor sankcí vůči Rusku
2. března 2022
Třetí soubor sankcí vůči Rusku: zákaz týkající se sdělovacích prostředků, vyloučení ze systému SWIFT
15. března 2022
Čtvrtý soubor sankcí vůči Rusku
8. dubna 2022
Pátý soubor sankcí vůči Rusku
3. června 2022
Šestý soubor sankcí vůči Rusku
6. října 2022
Osmý soubor sankcí vůči Rusku
21. července 2022
Soubor opatření pro aktualizaci a harmonizaci sankcí vůči Rusku
6. října 2022
Osmý soubor sankcí vůči Rusku
16. prosince 2022
Devátý soubor sankcí v reakci na invazi Ruska na Ukrajinu
25. února 2023
Desátý soubor sankcí vůči Rusku
23. června 2023
Jedenáctý soubor sankcí vůči Rusku
18. prosince 2023
Dvanáctý soubor sankcí vůči Rusku
23. února 2024
EU přijala třináctý soubor sankcí vůči Rusku
24. června 2024
Čtrnáctý soubor sankcí vůči Rusku
16. prosince 2024
Patnáctý soubor sankcí vůči Rusku
24. února 2025
Šestnáctý soubor sankcí vůči Rusku
20. května 2025
Sedmnáctý soubor sankcí vůči Rusku
18. července 2025
Osmnáctý soubor sankcí vůči Rusku